# Ladoňka vídeňská
Ladoňka vídeňská (Scilla vindobonensis) je druh jednoděložné rostliny z čeledi chřestovité (Asparagaceae). V minulosti byl řazen do čeledi hyacintovité (Hyacinthaceae), případně do čeledi liliovité v širším pojetí (Liliaceae s.l.). Druh je součástí taxonomicky obtížného komplexu ladoňky dvoulisté (Scilla bifolia s.l.)

## Popis
Jedná se o asi 5–20 cm vysokou vytrvalou rostlinu s vejčitou až kulovitou podzemní cibulí, do 2 cm v průměru. Listy jsou jen v přízemní růžici, přisedlé, nejčastěji vyrůstají dva z jedné cibule. Čepele jsou čárkovité, asi 0,5–1 cm široké, v době květu zřetelně žlábovité, nahoře s kápovitou špičkou. Z jedné cibule vyráží většinou jen 1 stvol, často celý červenavě naběhlý, včetně okrajů listových pochev. Květy jsou v máločetných květenstvích, kterým je hrozen, při rozkvětu víceméně jednostranný, stopky dolních květů jsou někdy nápadně dlouhé. Listeny chybí nebo jsou nepatrné. Okvětí se skládá ze 6 okvětních lístků, jsou volné, asi 8–9 mm dlouhé. Jsou většinou na líci tmavě modré, na bázi s bílou skvrnou, na rubu zelenavě až bělavě modré, poupata jsou nazelenalá až bělavá. Tyčinek je 6. Gyneceum je srostlé ze 3 plodolistů, čnělka přechází v semeník pozvolna. Plodem je tobolka, v době dozrávání temně zelená a často fialově naběhlá. Semena jsou za čerstva žlutobílá, po usušení slámově žlutá.

## Rozšíření ve světě
Ladoňka vídeňská roste ve střední až jihovýchodní Evropě s centrem rozšíření v panonské oblasti.

## Rozšíření v Česku
V ČR roste roztroušeně od nížin po pahorkatiny severních a středních Čech a na jižní a střední Moravě. Nejčastěji roste v sušších luzích a dubohabřinách či vlhčích křovinách.